# Tỷ lệ mang thai ở tuổi vị thành niên

Tỷ lệ sinh ở vị thành niên trên 1.000 phụ nữ độ tuổi từ 15–19, 2000–2009

Các nước công nghiệp và các nước đang phát triển có tỷ lệ mang thai ở tuổi vị thành niên có sự khác biệt rõ rệt.Ở các khu vực phát triển, như Hoa Kỳ, Canada, Tây Âu, Úc và New Zealand, cha mẹ tuổi teen chưa lập gia đình và mang thai ở tuổi vị thành viên được xem là một vấn đề xã hội.
Ngược lại, các bậc cha mẹ vị thành niên ở các khu vực đang phát triển như Châu Phi, Châu Á, Đông Âu, Mỹ Latinh và Quần đảo Thái Bình Dương thường kết hôn và việc mang thai của họ có thể được gia đình và xã hội hoan nghênh. Tuy nhiên, ở những xã hội này, việc mang thai sớm có thể kết hợp với suy dinh dưỡng và chăm sóc sức khỏe kém đã gây ra những vấn đề y tế. Một báo cáo của Save the Children cho thấy, hàng năm, 13 triệu trẻ em được sinh ra từ phụ nữ dưới 20 tuổi trên toàn thế giới. Hơn 90% số ca sinh này xảy ra từ phụ nữ sống ở các nước đang phát triển. Biến chứng thai kỳ và sinh đẻ là nguyên nhân gây tử vong hàng đầu ở phụ nữ trong độ tuổi từ 15 đến 19 ở các khu vực này, cũng là nguyên nhân hàng đầu gây tử vong ở những phụ nữ lớn tuổi hơn.
Tuổi của người mẹ vị thành niên được xác minh khi thai kỳ chấm dứt, không phải vào ngày dự kiến thụ thai. Do đó, số liệu thống kê không bao gồm những phụ nữ đầu tiên có thai trước ngày sinh nhật thứ 20 của họ, nếu những thai kỳ đó không chấm dứt cho đến sau hoặc sau ngày sinh nhật thứ 20 của họ.